# Laa an der Thaya
Laa an der Thaya (Česky: Láva nad Dyjí / nebo jen "Lava") je rakouské město ve spolkové zemi Dolní Rakousko těsně u hranic s Českou republikou, asi dva kilometry jižně od Hevlína. Leží v regionu Weinviertel a je turisticky vyhledávané i díky termálním lázním. Žije zde přibližně 6 300 obyvatel. Jde o třetí největší sídlo okresu Mistelbach.

## Geografie
Laa leží na severu oblasti Weinviertel v Dolním Rakousku. Území obce zabírá 72,89 km², 2,87 % území je zalesněno. Laa leží v blízkosti řeky Dyje (německy Thaya), která však městem přímo neprotéká, podobně jako říčka Pulkava (německy Pulkau), v 19. století zregulovaná a zaústěná do Dyje asi 3 km severozápadně od Laa. Městem tak dnes protéká pouze uměle vybudovaný Dyjsko-mlýnský náhon (německy Thayamühlbach-Kanal).
Kromě vlastního města k Laa patří ještě katastrální území následujících sídel:
- Hanfthal
- Kottingneusiedl
- Ungerndorf
- Wulzeshofen

Ostatní katastrální území Blaustaudnerhof, Geiselbrechtshof, Laaer Herrengüter, Laaer Klafter, Pernhofen a Ruhhof nejsou samostatné části.

## Historie
V době třicetileté války se v roce 1645 Laa zmocnila vojska švédského generála Lennarta Torstensona (1603–1651).
V letech 1869 a 1870 byla východně od městečka vybudována železniční stanice na hlavní trati rakouské Společnosti státní dráhy (StEG) z Vídně do Brna (Vídeň – Stadlau – Mistelbach – Laa an der Thaya – Hrušovany nad Jevišovkou – Moravský Krumlov – Střelice u Brna) s odbočkou do Znojma. O pár let později byla ze stanice v Laa vyvedena tzv. Pulkavská dráha, propojující Břeclav a Mikulov přes Novosedly s dráhou císaře Františka Josefa I. (Vídeň – Gmünd – České Budějovice). Po vzniku Československa byla dráha do Novosedel zrušena. Hlavní trať do Brna a Znojma byla v přeshraničním úseku Hevlín – Laa an der Thaya přerušena po druhé světové válce. Její obnova je v současnosti předmětem politických diskusí.

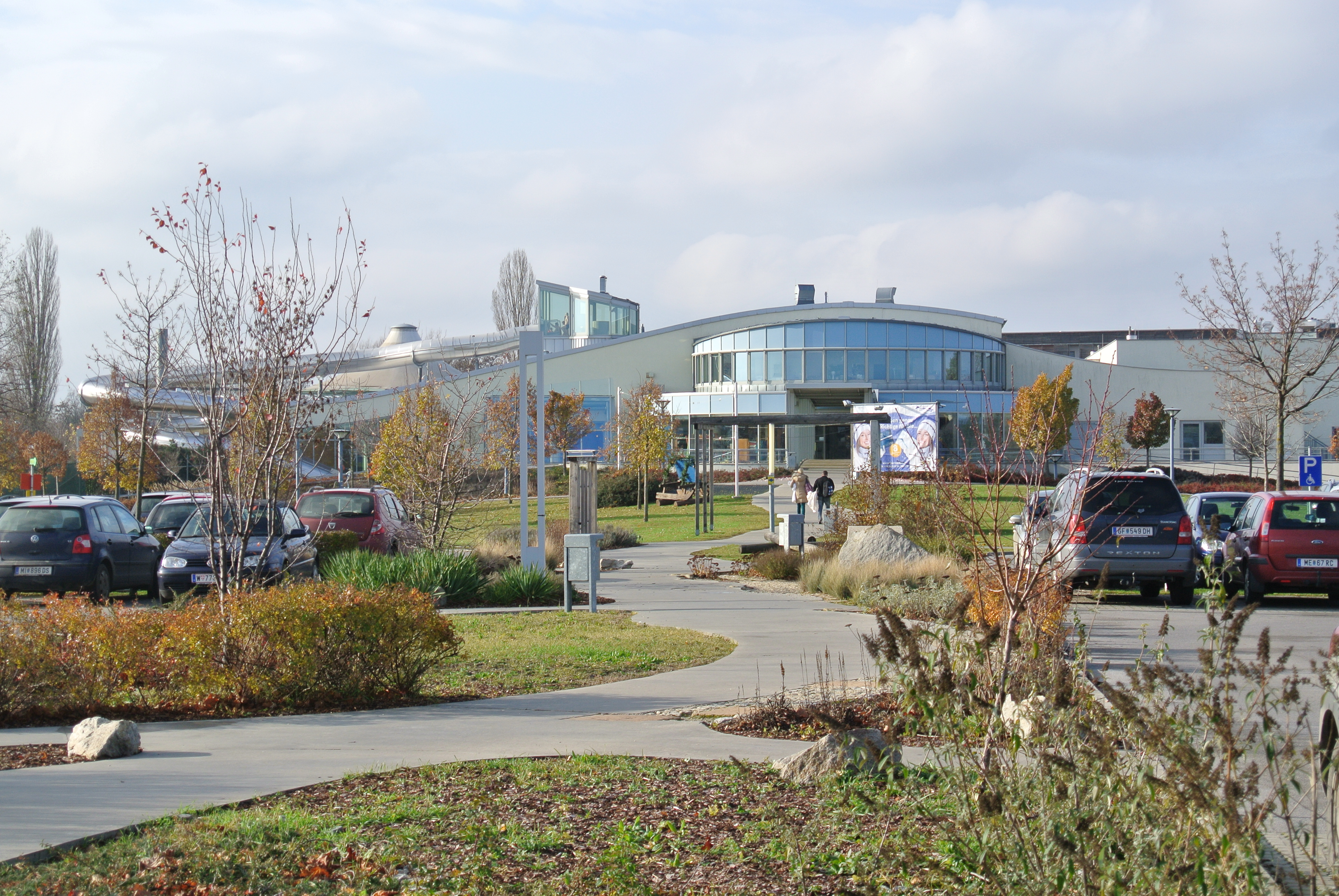
Kryté termální bazény

## Doprava
V Laa se sbíhají silnice I. třídy B6 (z Vídně), B45 (z Hornu) a B46 (z Mistelbachu). Na české straně navazuje silnice II/415 směr Hevlín, Pohořelice, Brno.
Ze všech železnic vedoucích do Lávy je v současnosti v provozu pouze trať ÖBB č. 902 z Vídně (část někdejší státní dráhy Vídeň–Brno), která zde končí.
Laa je od roku 2010 zahrnuta do Integrovaného dopravního systému Jihomoravského kraje. Zajíždí sem linka č. 104 z Brna, ve všední den s hodinovým taktem, o víkendu dvouhodinovým. Cesta z ÚAN Brno na konečnou u termálního koupaliště trvá asi 1 hodinu a 40 minut.

## Partnerská města
- Brno-Chrlice, Česko, 2005
- Garching an der Alz, Německo, 2003
- Hevlín, Česko
- Świętochłowice, Polsko, 2004